# پتانسیل یوکاوا
پتانسیل یوکاوا (به انگلیسی: Yukawa potential)) در فیزیک اتمی و فیزیک ذرات پتانسیلی به شکل زیر است:
به طور عمومی برای توصیف نیرو گرانشی، نیرو کولنی مورد استفاده قرار می‌گیرد.
یکی از کاربردهای مهم آن در فیزیک هسته‌ای است به ویژه در توصیف نیرو هسته ای قوی که بین هسته های اتمی ایجاد میشود.
این پتانسیل برای توصیف اندرکنش بین نوکلئون ها(پروتون و نوترون) در هسته ها استفاده میشود.. 
{\displaystyle V_{\text{Yukawa}}(r)=-g^{2}{\frac {e^{-kmr}}{r}},}
که در آن:
{\displaystyle g} یک ثابت و معرف دامنهٔ پتانسیل،
{\displaystyle m} جرم ذرهٔ تحت اثر میدان،
{\displaystyle r} فاصله تا ذره و
{\displaystyle k} یک ثابت دیگر است به‌طوری که در نهایت {\displaystyle km} بعد معکوس طول داشته باشد.
این پتانسیل همواره یک پتانسیل جاذبه است.
پتانسیل کولمبی در الکترومغناطیس نوعی از پتانسیل یوکاوا است که در آن e−kmr پیوسته برابر ۱ است، بدین معنی که جرم فوتون m برایر با صفر است.
در برهمکنش بین یک میدان مزون و یک میدان فرمیون، ثابت g برابر خواهد بود با ثابت جفت‌شدگی بین این دو میدان. در مورد نیروی هسته‌ای، فرمیون‌ها یک پروتون و یک پروتون دیگر یا یک نوترون خواهند بود.

## پتانسیل هسته‌ای

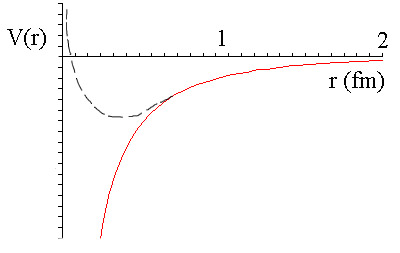
پتانسیل یوکاوا با رنگ قرمز در نمودار فوق، نشان‌داده‌شده است. نکتهٔ قابل توجه، این است‌که برای مسافت‌های کوچک، پتانسیل به‌طور نامحدود، کاهش می‌یابد. به‌این معناست که دو نوکلئون با نیروی فزاینده، یکدیگر را جذب می‌کنند که در واقعیت این‌طور نیست. بنابراین، برای فواصل کوچک، باید یک‌تصحیح وارد کرد که با رنگ مشکی، مشخص‌شده است. این نیروی دافعهٔ اضافی، در میان چیزهای دیگر، نتیجهٔ اصل طرد پاولی است.